# Pushang, Daming
Pushang Xiang (kinesiska: 铺上乡, 铺上) är en socken i Kina. Den ligger i provinsen Hebei, i den norra delen av landet, omkring 410 kilometer söder om huvudstaden Peking. Antalet invånare är 31 033. Befolkningen består av 15 593 kvinnor och 15 440 män. Barn under 15 år utgör 23,0 %, vuxna 15-64 år 70 %, och äldre över 65 år 6,0 %.
Genomsnittlig årsnederbörd är 630 millimeter. Den regnigaste månaden är juli, med i genomsnitt 207 mm nederbörd, och den torraste är januari, med 3 mm nederbörd.